# Melgven
Melgven (Bretons: Mêlwenn) is een gemeente in het Franse departement Finistère (regio Bretagne). De plaats maakt deel uit van het arrondissement Quimper. Melgven telde op 1 januari 2022 3.388 inwoners.

## Geografie
De oppervlakte van Melgven bedroeg op 1 januari 2022 51,17 vierkante kilometer; de bevolkingsdichtheid was toen 66,2 inwoners per km².

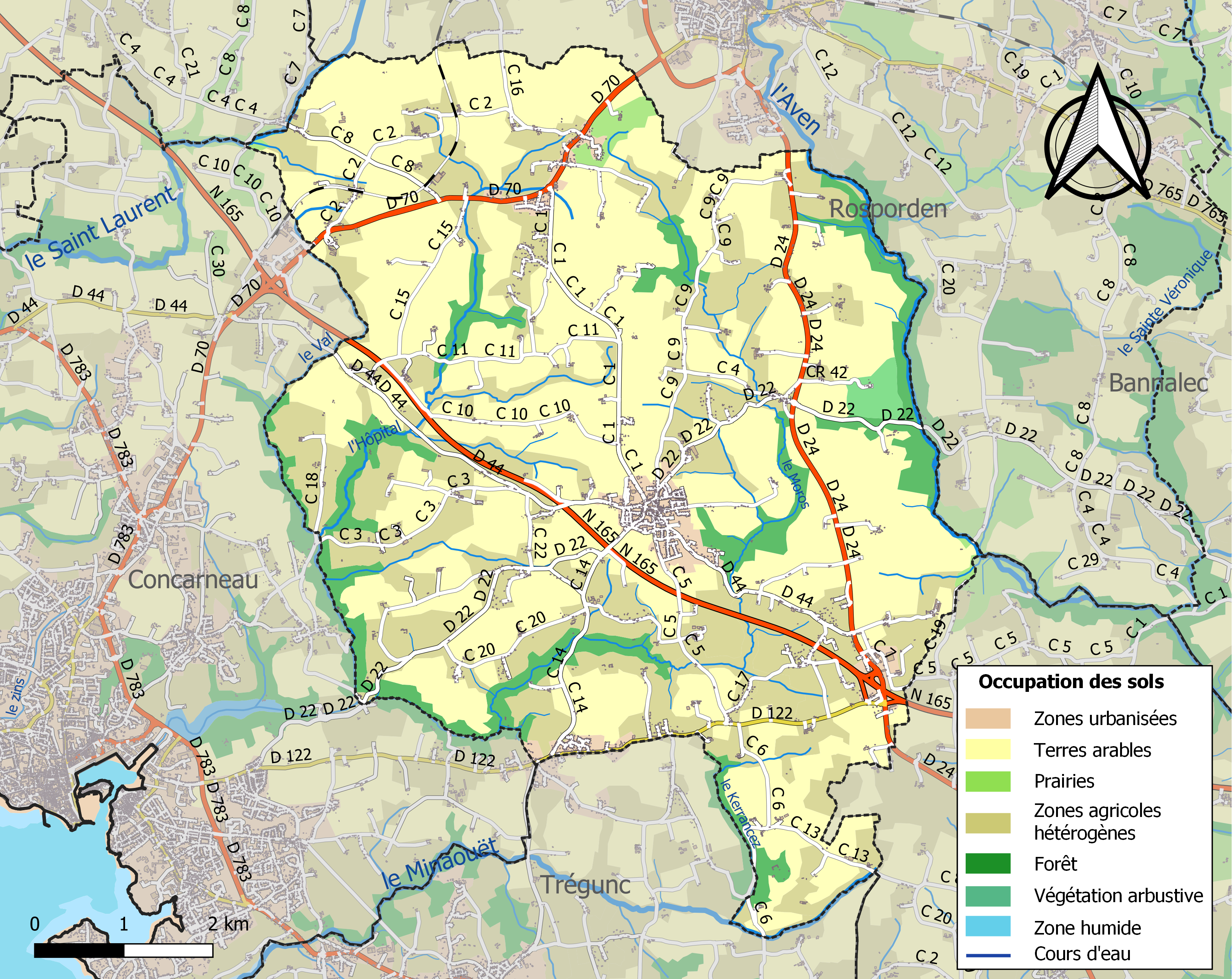
Kaart van de gemeente met belangrijkste infrastructuur, bodemgebruik en omliggende gemeenten

## Demografie
Onderstaande figuur toont het verloop van het inwonertal (bron: INSEE-tellingen).